# ADONE
ADONE (ADA grande) foi o primeiro colisor de partículas de alta energia (1,5 GeV). Foi operado de 1969 a 1993, pelo Instituto Nacional de Física Nuclear, em Frascati, Itália.